# Rio Pinhotiba
O rio Pinhotiba é um curso de água do estado de Minas Gerais. É um afluente da margem esquerda do rio Gavião e, portanto, um subafluente do rio Muriaé. É um dos rios que compõem a bacia hidrográfica do rio Paraíba do Sul.
Apresenta 44 km de extensão e drena uma área de 102 km². O principal formador do rio Pinhotiba é o Ribeirão Boa Esperança, cuja nascente situa-se a uma altitude de aproximadamente 1100 metros, no município de Eugenópolis, próximo ao distrito de Queirozes. Em seu percurso, banha o distrito de Pinhotiba. Sua foz no rio Gavião marca o limite entre os municípios de Eugenópolis e Antônio Prado de Minas.